# 500 Millas de Indianápolis de 2022
La 106.ª edición de las 500 Millas de Indianápolis se disputó el 29 de mayo de 2022 en el Indianapolis Motor Speedway, ubicado en Speedway, Indiana (Estados Unidos). Fue la sexta ronda de la temporada 2022 de la IndyCar Series, además de ser el evento más importante de la categoría.

## Participantes
Nota: Todos los equipos usan los chasis Dallara DW12 con motores Chevrolet u Honda y neumáticos Firestone.
| N.° | Piloto                | Escudería                                                  | Motor     |
| --- | --------------------- | ---------------------------------------------------------- | --------- |
| 1   | Tony Kanaan G         | Chip Ganassi Racing                                        | Honda     |
| 2   | Josef Newgarden       | Team Penske                                                | Chevrolet |
| 3   | Scott McLaughlin      | Team Penske                                                | Chevrolet |
| 4   | Dalton Kellett        | A. J. Foyt Enterprises                                     | Chevrolet |
| 5   | Pato O'Ward           | Arrow McLaren SP                                           | Chevrolet |
| 6   | Juan Pablo Montoya G  | Arrow McLaren SP                                           | Chevrolet |
| 06  | Hélio Castroneves G   | Meyer Shank Racing                                         | Honda     |
| 7   | Felix Rosenqvist      | Arrow McLaren SP                                           | Chevrolet |
| 8   | Marcus Ericsson       | Chip Ganassi Racing                                        | Honda     |
| 9   | Scott Dixon G         | Chip Ganassi Racing                                        | Honda     |
| 10  | Álex Palou            | Chip Ganassi Racing                                        | Honda     |
| 11  | J. R. Hildebrand      | A. J. Foyt Enterprises                                     | Chevrolet |
| 12  | Will Power G          | Team Penske                                                | Chevrolet |
| 14  | Kyle Kirkwood N       | A. J. Foyt Enterprises                                     | Chevrolet |
| 15  | Graham Rahal          | Rahal Letterman Lanigan Racing                             | Honda     |
| 18  | David Malukas N       | Dale Coyne Racing / HMD Motorsports                        | Chevrolet |
| 20  | Conor Daly            | Ed Carpenter Racing                                        | Chevrolet |
| 21  | Rinus VeeKay          | Ed Carpenter Racing                                        | Chevrolet |
| 23  | Santino Ferrucci      | Dreyer & Reinbold Racing                                   | Chevrolet |
| 24  | Sage Karam            | Dreyer & Reinbold Racing                                   | Chevrolet |
| 25  | Stefan Wilson         | DragonSpeed / Cusick Motorsports                           | Chevrolet |
| 26  | Colton Herta          | Andretti Autosport / Curb-Agajanian                        | Honda     |
| 27  | Alexander Rossi G     | Andretti Autosport                                         | Honda     |
| 28  | Romain Grosjean N     | Andretti Autosport                                         | Honda     |
| 29  | Devlin DeFrancesco N  | Andretti / Steinbrenner Autosport                          | Honda     |
| 30  | Christian Lundgaard N | Rahal Letterman Lanigan Racing                             | Honda     |
| 33  | Ed Carpenter          | Ed Carpenter Racing                                        | Chevrolet |
| 45  | Jack Harvey           | Rahal Letterman Lanigan Racing                             | Honda     |
| 48  | Jimmie Johnson R N    | Chip Ganassi Racing                                        | Honda     |
| 51  | Takuma Satō G         | Dale Coyne Racing / Rick Ware Racing                       | Honda     |
| 60  | Simon Pagenaud G      | Meyer Shank Racing                                         | Honda     |
| 77  | Callum Ilott N        | Juncos Hollinger Racing                                    | Chevrolet |
| 98  | Marco Andretti        | Andretti Herta Autosport / Marco Andretti / Curb-Agajanian | Honda     |

Fuente: IndyCar Series.
- G  Ganador previo de las 500 millas de Indianapolis.
- N  Novato de las 500 millas de Indianapolis.

## Calendario
Las actividades de la competencia irán desde el 14 al 29 de mayo, el día que se disputa la carrera.
| Fecha                 | Sesión                                          |
| --------------------- | ----------------------------------------------- |
| 17 de mayo, martes    | Práctica 1                                      |
| 18 de mayo, miércoles | Práctica 2                                      |
| 19 de mayo, jueves    | Práctica 4                                      |
| 20 de mayo, viernes   | Práctica 5                                      |
| 21 de mayo, sábado    | Clasificación - Día 1                           |
| 21 de mayo, sábado    | Clasificación - Posiciones 13-33                |
| 22 de mayo, domingo   | Clasificación - Posiciones 7-12                 |
| 22 de mayo, domingo   | Clasificación - Fast six                        |
| 23 de mayo, lunes     | Práctica 8                                      |
| 27 de mayo, viernes   | Carb Day                                        |
| 27 de mayo, viernes   | Pit Stop Challenge                              |
| 29 de mayo, domingo   | 106.ª edición de las 500 millas de Indianápolis |

## Parrilla de salida
| Fila | Interior | Interior              | Medio | Medio             | Exterior | Exterior             |
| Fila | N.º      | Piloto                | N.º   | Piloto            | N.º      | Piloto               |
| ---- | -------- | --------------------- | ----- | ----------------- | -------- | -------------------- |
| 1    | 9        | Scott Dixon G         | 10    | Álex Palou        | 21       | Rinus VeeKay         |
| 2    | 33       | Ed Carpenter          | 8     | Marcus Ericsson   | 1        | Tony Kanaan G        |
| 3    | 5        | Patricio O'Ward       | 7     | Felix Rosenqvist  | 28       | Romain Grosjean N    |
| 4    | 51       | Takuma Satō G         | 12    | Will Power G      | 48       | Jimmie Johnson N     |
| 5    | 18       | David Malukas N       | 2     | Josef Newgarden   | 23       | Santino Ferrucci     |
| 6    | 60       | Simon Pagenaud G      | 11    | J. R. Hildebrand  | 20       | Conor Daly           |
| 7    | 77       | Callum Ilott N        | 27    | Alexander Rossi G | 15       | Graham Rahal         |
| 8    | 24       | Sage Karam            | 98    | Marco Andretti    | 29       | Devlin DeFrancesco N |
| 9    | 26       | Colton Herta          | 3     | Scott McLaughlin  | 06       | Hélio Castroneves G  |
| 10   | 14       | Kyle Kirkwood N       | 4     | Dalton Kellett    | 6        | Juan Pablo Montoya G |
| 11   | 30       | Christian Lundgaard N | 45    | Jack Harvey       | 25       | Stefan Wilson        |

## Carrera
Resultados

| Pos. | N.° | Piloto                | Escudería                                                             | Motor     | Vueltas | Tiempo/Retirado | Parrilla | Puntos |
| ---- | --- | --------------------- | --------------------------------------------------------------------- | --------- | ------- | --------------- | -------- | ------ |
| 1    | 8   | Marcus Ericsson       | Chip Ganassi Racing                                                   | Honda     | 200     | 2:51:00.6432    | 5        | 109    |
| 2    | 5   | Patricio O'Ward       | Arrow McLaren SP                                                      | Chevrolet | 200     | +1.7929         | 7        | 87     |
| 3    | 1   | Tony Kanaan G         | Chip Ganassi Racing                                                   | Honda     | 200     | +3.5173         | 6        | 78     |
| 4    | 7   | Felix Rosenqvist      | Arrow McLaren SP                                                      | Chevrolet | 200     | +4.1267         | 8        | 69     |
| 5    | 27  | Alexander Rossi G     | Andretti Autosport                                                    | Honda     | 200     | +4.9804         | 20       | 60     |
| 6    | 20  | Conor Daly            | Ed Carpenter Racing                                                   | Chevrolet | 200     | +5.0799         | 18       | 57     |
| 7    | 06  | Hélio Castroneves G   | Meyer Shank Racing                                                    | Honda     | 200     | +6.5614         | 27       | 52     |
| 8    | 60  | Simon Pagenaud G      | Meyer Shank Racing                                                    | Honda     | 200     | +7.0937         | 16       | 48     |
| 9    | 10  | Álex Palou            | Chip Ganassi Racing                                                   | Honda     | 200     | +8.2446         | 2        | 56     |
| 10   | 23  | Santino Ferrucci      | Dreyer & Reinbold Racing                                              | Chevrolet | 200     | +9.8329         | 15       | 40     |
| 11   | 6   | Juan Pablo Montoya G  | Arrow McLaren SP                                                      | Chevrolet | 200     | +10.7647        | 30       | 38     |
| 12   | 11  | J. R. Hildebrand      | A. J. Foyt Enterprises                                                | Chevrolet | 200     | +11.6554        | 17       | 36     |
| 13   | 2   | Josef Newgarden       | Team Penske                                                           | Chevrolet | 200     | +11.8276        | 14       | 34     |
| 14   | 15  | Graham Rahal          | Rahal Letterman Lanigan Racing                                        | Honda     | 200     | +12.4253        | 21       | 32     |
| 15   | 12  | Will Power G          | Team Penske                                                           | Chevrolet | 200     | +13.3036        | 11       | 32     |
| 16   | 18  | David Malukas N       | Dale Coyne Racing w/ HMD Motorsports                                  | Honda     | 200     | +13.6283        | 13       | 28     |
| 17   | 14  | Kyle Kirkwood N       | A. J. Foyt Enterprises                                                | Chevrolet | 200     | +14.5864        | 28       | 26     |
| 18   | 30  | Christian Lundgaard N | Rahal Letterman Lanigan Racing                                        | Honda     | 200     | +16.3308        | 31       | 24     |
| 19   | 33  | Ed Carpenter          | Ed Carpenter Racing                                                   | Chevrolet | 200     | +16.5602        | 4        | 31     |
| 20   | 29  | Devlin DeFrancesco N  | Andretti Steinbrenner Autosport                                       | Honda     | 200     | +16.8218        | 24       | 20     |
| 21   | 9   | Scott Dixon G         | Chip Ganassi Racing                                                   | Honda     | 200     | +18.1238        | 1        | 33     |
| 22   | 98  | Marco Andretti        | Andretti Herta Haupert Autosport w/ Marco Andretti and Curb-Agajanian | Honda     | 200     | +25.2002        | 23       | 17     |
| 23   | 24  | Sage Karam            | Dreyer & Reinbold Racing                                              | Chevrolet | 199     | Contacto        | 22       | 14     |
| 24   | 45  | Jack Harvey           | Rahal Letterman Lanigan Racing                                        | Honda     | 199     | +1 vueltas      | 32       | 12     |
| 25   | 51  | Takuma Satō G         | Dale Coyne Racing w/ Rick Ware Racing                                 | Honda     | 199     | +1 vueltas      | 10       | 13     |
| 26   | 25  | Stefan Wilson         | DragonSpeed/Cusick Motorsports                                        | Chevrolet | 198     | +2 vueltas      | 33       | 10     |
| 27   | 4   | Dalton Kellett        | A. J. Foyt Enterprises                                                | Chevrolet | 198     | +2 vueltas      | 29       | 10     |
| 28   | 48  | Jimmie Johnson N      | Chip Ganassi Racing                                                   | Honda     | 193     | Accident        | 12       | 12     |
| 29   | 3   | Scott McLaughlin      | Team Penske                                                           | Chevrolet | 150     | Contacto        | 26       | 10     |
| 30   | 26  | Colton Herta          | Andretti Autosport                                                    | Honda     | 129     | Mecánico        | 25       | 10     |
| 31   | 28  | Romain Grosjean N     | Andretti Autosport                                                    | Honda     | 105     | Contacto        | 9        | 14     |
| 32   | 77  | Callum Ilott N        | Juncos Hollinger Racing                                               | Chevrolet | 68      | Contacto        | 19       | 10     |
| 33   | 21  | Rinus VeeKay          | Ed Carpenter Racing                                                   | Chevrolet | 38      | Contacto        | 3        | 21     |

Fuente: IndyCar Series.